# Музей писем А. П. Чехова
Музей писем А. П. Чехова находится в здании, где 2 января 1896 года по инициативе А. П. Чехова было открыто Лопасненское почтовое отделение. 
«С нового года у нас открывается почтовое отделение (Лопасня, Моск. Губернии) с ежедневной выдачей корреспонденции; стало быть с нового года я начну аккуратно отвечать на письма»
 — писал А. П. Чехов редактору журнала «Нива» А. А. Тихонову 28 декабря 1895 года.

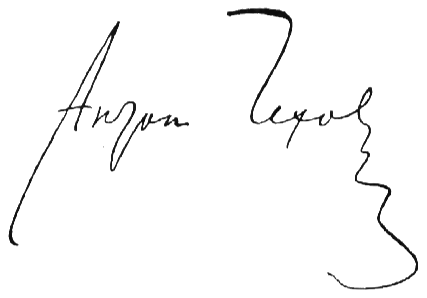
Подпись Антона Чехова

В мелиховские годы (1892—1899) у Чехова было около 400 корреспондентов. Им было написано более 2 тысяч писем (известных и опубликованных), в основном доставленных через Лопасненскую почту.
В здании бывшего почтово-телеграфного отделения, восстановленном с исторической достоверностью, по инициативе Ю. К. Авдеева и Н. Г. Воинцева в 1987 году открылся музей эпистолярного наследия А. П. Чехова. Часть здания устроена в виде концертно-выставочного зала, где проходят творческие встречи, литературно-музыкальные вечера и выставки.
Во дворе музея установлен памятник А. П. Чехову. Трёхметровая бронзовая фигура писателя — работа скульптора М. К. Аникушина.